# Кауппи, Минна
Кауппи, Минна (фин. Minna Kauppi; 25 ноября 1982) — финская ориентировщица, многократная чемпионка мира и Европы по спортивному ориентированию.
На чемпионате мира по спортивному ориентированию в Чехии в 2008 участвовала во всех четырёх видах программы — спринт, средняя и длинная дистанция, а также в эстафете. Завоевала три медали из четырёх возможных. Два золота (на средней дистанции и в эстафете) и серебро в спринте.
В 2007 году на чемпионате мира в Киеве разделила первое место на длинной дистанции с другой финской ориентировщицей Хели Юккола (фин. Heli Jukkola). Длина дистанции составляла около 12 километров с 23 контрольными пунктами и результаты (1:20:17) спортсменок совпали с точности до секунды. Обеим ориентировщицам была вручена золотая медаль чемпионата мира.
Живёт со своим бойфрендом, финским ориентировщиком Паси Иконеном в Ювяскюля, хотя сама родом из маленького местечка на юге Финляндии — Асиккала (фин. Asikkala).
23 марта 2010 года в Финляндии вышла почтовая марка с изображением Минны Кауппи.
В январе 2011 года Минна Кауппи удостоилась приза «спортсмен года» за 2010 год. Приз вручается лучшему спортсмену Финляндии по итогам года.
На чемпионате мира 2011 года, проходившем во Франции, Минна Кауппи на длинной дистанции не смогла взять первый КП и сошла с дистанции. На средней показала четвертое время, оставшись без медалей. Все неудачи индивидуальных гонок компенсировала в эстафете, ровно проведя свой третий заключительный этап, вырвала победу у ближайших конкурентов, спортсменок Чехии, Швеции и Норвегии.